# Bistrica (dopływ Mesty)
Bistrica (także Pletska reka, Pletenska reka; bułg. Бистрица, Плетска река, Плетенска река) – rzeka w południowo-zachodniej Bułgarii, lewy dopływ Mesty w zlewisku Morza Egejskiego. Długość - 48,8 km. 
Bistrica wypływa w środkowej części wzgórz Dybrasz w zachodnich Rodopach. Płynie na południe i uchodzi do Mesty kilka km przed granicą bułgarsko-grecką. 
Woda Bistricy odznacza się niską mineralizacją – do 200 mg/l. Przez 40-50 dni w roku na rzece pojawia się lód.